# Paul Abadie
Paul Abadie (Paris, 10 de dezembro de 1812 — Chatou, 2 de agosto de 1884) foi um arquitecto francês. Autor de, entre outras obras, a fachada e o pórtico da Igreja de Santo André, o Palácio da Justiça, a prisão de Angoulême e a Basílica de Sacré Cœur de Montmartre, em Paris, e a Abadia de Westminster, no centro de Londres.
Foi membro da Academia Francesa de Belas Artes.